# Peter Mayr. Der Wirt an der Mahr

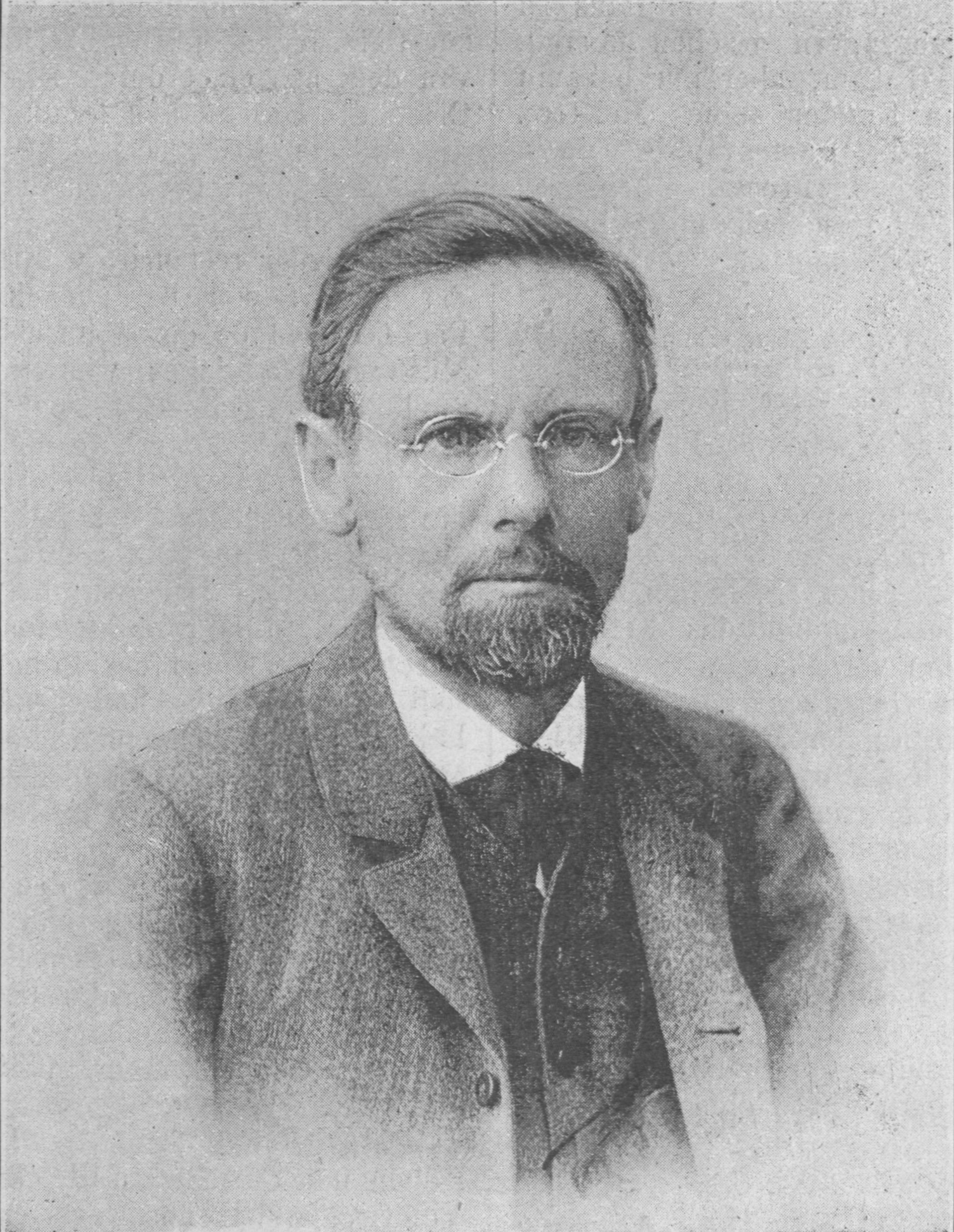
Peter Rosegger im Jahr 1893

Peter Mayr. Der Wirt an der Mahr ist ein Roman des österreichischen Schriftstellers Peter Rosegger, der 1891 bei A. Hartleben in Wien erschien.

## Geschichtlicher Hintergrund
Mit dem Pressburger Frieden beendeten Frankreich und Österreich am 26. Dezember 1805 den Dritten Koalitionskrieg. Österreich verlor Tirol an das Königreich Bayern. 1809 kämpften die Tiroler Bauern, von ihrem Kaiser Franz alleingelassen, gegen die Truppen Napoleons und dessen verbündete Bayern und Sachsen. Im Roman werden zwei Gefechte aus dem Tiroler Volksaufstand, die der Südtiroler Gastwirt Peter Mayr in seiner engeren Heimat – einmal bei Mühlbach und dann noch im oberen Eisacktal – aufseiten der aufständischen Landbevölkerung erfolgreich kommandierte, thematisiert.

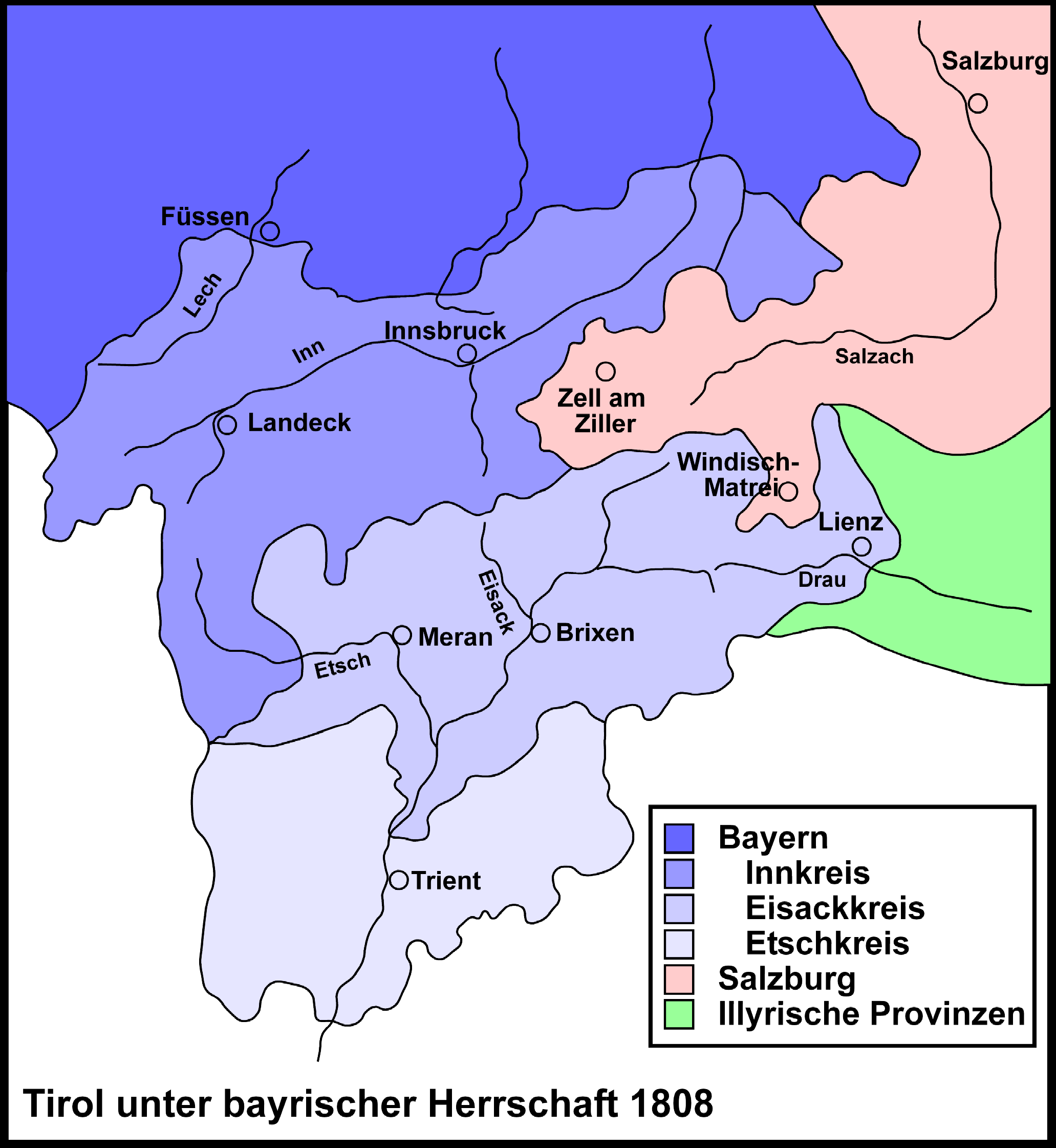
Brixen im bayrischen Eisackkreis zu Anfang des 19. Jahrhunderts

## Inhalt
Ort der Handlung ist der Eisackkreis im Königreich Bayern. Peter Mayrs Vorfahren waren Bauern auf dem Ritten. Er betreibt zusammen mit seiner Ehefrau Notburga südlich von Brixen einen Gasthof an der Mahr. Die Ehe des 42-jährigen Freiheitskämpfers ist mit drei Kindern – Hans, Marianna und Klein Peter – gesegnet.
Auf dem Bauernhof, der zu Mayrs Gasthof gehört, arbeitet die junge kräftige Magd Hanai. Der schöne Anton – Toni oder auch Tonele gerufen – ein fahrender Klampfenspieler aus Gurgl – wirbt zunächst vergeblich um die resolute Hanai. Einen Bettler, der von einer Kneipe in die andere zieht, mag das selbstbewusste Mädchen nicht zum Manne.

### Gefecht bei Mühlbach
Im Erntemonat 1809 erhält Peter Mayr chiffrierte Post aus Villach. Darin werden Andreas Hofer und er zum sofortigen Losschlagen ermutigt. Erzherzog Johann von Österreich werde sich von Grätz aus mit österreichischen Truppen in Richtung Tirol aufmachen.
Die Magd Hanai greift in die Kampfhandlungen ein. Mit ihrer dreispießigen Stallgabel bewaffnet, verwehrt sie den Franzosen und Bayern den Zugang zur Spingeser Kirche. Mit dem Ruf „Une pucelle d’Orléans tyrolienne!“ wendet sich ein Franzose ab.
Nach blutigem Gemetzel kann Peter Mayr die Bayern aus Südtirol vertreiben. Die Franzosen aber bleiben. Peter Mayr gehört zur neu gebildeten Tiroler Regierung. Die Sieger von Mühlbach haben alle Hände voll zu tun. Leichen müssen begraben werden. Es fehlt an Geld und der Erzherzog ist ferngeblieben. Zerstörte Brücken müssen repariert, Bewohner niedergebrannter Häuser untergebracht werden. Seit dem Gefecht hat Peter Mayr die eigene Familie nicht gesehen. Während der Kämpfe bei Mühlbach ist Mayrs ältester Sohn, der 10-jährige Hans, von zu Hause weggelaufen und bleibt unauffindbar. Der Junge hatte sich ins Kampfgetümmel gestürzt. Als die Bayern den Vater suchten, hatte Hans sie in die Irre geführt; hatte den erschossenen Tiroler Hasel-Steff für den Vater ausgegebenen. Der Kreuzwirt von Brixen hatte sich bei Mayr für Hans hinterher ins Zeug gelegt; die Kriegslist des Jungen herausgestrichen. Der Vater aber wollte die Lüge des Sohnes nicht gelten lassen und hatte ihn zur Mutter heimgeschickt mit der Bemerkung: „Wenn du was Braves getan hast, dann kannst wieder kommen.“ Hans war nie zu Hause angekommen.
Aus Andreas Hofers Tiroler Kampfabschnitt nördlich des Brenner bringt Sepp Kulber Kunde. Der kleine, blasse, schwarzäugige Kulber hatte sich früher längere Zeit in Bayern aufgehalten. Die Bayern hatten ihn später als Steuereinnehmer in Bruneck eingesetzt und dann allerdings vom Dienst suspendiert. Peter Rosegger schreibt, vermutlich hasste Kulber die Bayern mehr als er die Tiroler liebte. Jedenfalls bringt der ehemalige Steuereinnehmer die Nachricht, Franzosen und Bayern hätten mächtigen Respekt vor Andreas Hofer. Allerdings seien viele Feinde über den Pass Strub ins Land gekommen. Kulber liest den sprachlosen Südtiroler Freiheitskämpfern eine Friedensbotschaft Seiner Majestät des Kaisers Franz und Seiner Majestät des Königs Maximilian Josef des Ersten von Bayern vor: „Tirol ist von Österreich auf ewige Zeiten an Bayern abgetreten.“
Notburga gibt ihre beiden Kinder in die Obhut Hanais und macht sich auf die Suche nach Hans. Anton sucht Hans ebenfalls und findet ihn.
Hanai erhört Anton. Notburga duldet nicht, dass das Paar länger im Stall miteinander schläft. Es möge doch bald heiraten. Notburga steuert zweihundert Gulden für einen eigenen kleinen Bauernhof in der Nähe von Brixen bei. Das wird wohl nicht reichen, meint die praktisch veranlagte Hanai.

### Gefecht in der Eisackschlucht
Zwar müht sich Peter Mayr nach dem Gefecht bei Mühlbach, in dem zahlreiche Tiroler Bauern fielen, um das Schließen der Lücke in seiner Kampftruppe. Der Freiheitskämpfer macht sich auf den Weg ins Gebirge und stößt bei den jungen Bauern auf offene Ohren. Doch – an die Mahr heimgekehrt – widert ihn das grausige Blutvergießen an. Als ihn Sepp Kulber ständig zum neuerlichen Waffengang gegen die zahllosen landfremden Eindringlinge auffordert, will er nicht mehr. Peter Mayr möchte seine Gastwirtschaft aufgeben und auf dem Ritten ein Bauerngut erwerben.
Kulber lässt nicht locker. Schließlich willigt Peter Mayr ein. Unter seiner Anleitung lassen die Tiroler Bauern eine künstlich angelegte Mure auf die vom Brenner her in die Eisackschlucht eindringenden Franzosen und Bayern herabprasseln. 1500 Mann, zumeist Sachsen in den Reihen der Bayern, kommen ums Leben. Unter den Toten soll Marschall Lefebvre – der gefürchtete Löw Befer, Kommandeur der bayrischen Truppen – sein.
Peter Mayr, auf dem Heimweg durch Vahrn marschierend, hält an einer Kreuzsäule inne und betet zur Jungfrau Maria: Er habe in „schrecklicher Notwehr“ gehandelt. Da grinst ihm am Wege der auf einen Zaunstecken gespießte Kopf seines „Genossen, Werber und Drängers“ Kulber entgegen. Nach solchem neuerlichen Kriegsgräuel ist für Peter Mayr endgültig Schluss mit dem bewaffneten Kampfe. Die Tiroler Bauernregierung existiert nicht mehr. Andreas Hofer ist aus Innsbruck in die Berge geflüchtet, haust oben in den Fernern und wird vom Passeiertal aus versorgt. Auf seinen Kopf sind 1500 Gulden ausgesetzt. In Brixen steht es angeschlagen: Für den Kopf Peter Mayrs werden 2000 Gulden ausbezahlt. Schwager Augustin bittet den Freiheitskämpfer, er möge sich unterm Schrutthorn verbergen. Ein Unterschlupf ist vorbereitet. Mayr verlässt schweren Herzens die Familie.
Der Klampfenspieler Tonele aus Gurgl will sich die 2000 Gulden verdienen, weil Hanai keinen Bettelmann nimmt. Auf dem Wege zu einem Verwandten kehrt er – nach seiner Gewohnheit – in Albeins ein und verrät den Bayern Mayrs Aufenthaltsort – die Rosshöhle hinter dem Hochkofel. Das ist natürlich erfunden. Denn Mayr hat seinen Unterschlupf verlassen. Nur der Flüchtling kennt seinen Weg: nach Kärnten. Der „Bauernhäuptling“ Mayr wird tatsächlich in der Rosshöhle entdeckt und gefangen nach Bozen abgeführt. Dort verurteilt ihn ein französisches Kriegsgericht unter Vorsitz von General Graf Louis Baraguay, der französische Löwe genannt, wegen des in Friedenszeiten durch ein Bergsturz herbeigeführten Todes von 1500 Menschen zum Tode durch Erschießen.

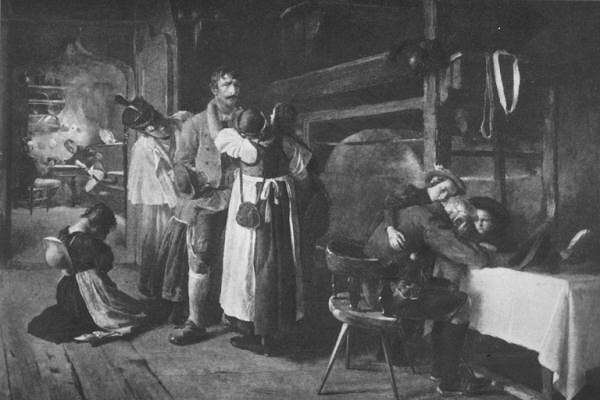
Peter Mayr nimmt Abschied von den Seinen

Notburga reist mit den Kindern nach Bozen, scheitert aber an der Wache vor dem Haus des Generals. Diese überwindet der Tonele; inzwischen in Bozen angekommen. Er will sich seinen Judaslohn abholen und trifft Notburga. Jener Wachsoldat erkennt ihn wieder. Der Tonele hatte für ebenjenen Franzosen in Mühlbach zusammen mit Hanai Erste Hilfe geleistet. Die Gräfin Baraguay – wie Notburga schwanger – erreicht bei ihrem Gatten auf Notburgas Flehen hin eine Wiederauflage der Sitzung des Kriegsgerichtes in der Sache Peter Mayr. Der Delinquent kann aber nicht – wie gefordert – lügen und geht aufrecht in den Tod.

### Nebengeschichten
Romanglobal handlungstragend ist allein die Geschichte des Feldpaters Augustin. Das ist der leibliche Bruder Notburgas. Der Geistliche vertauscht die Kutte gegen einen Kampfanzug, ficht bei Mühlbach mit und wirkt nebenbei seelsorgerisch – gleichviel, ob Freund oder Feind versorgt werden muss. Pater Augustin wirkt sogar – neben seinem Neffen Hans – als einer der Hoffnungsträger über das Romanende hinaus. Augustin kümmert sich um seine wieder schwangere Schwester Notburga und deren drei Kinder. Sonst sind noch etliche Episoden lesenswert, mit denen der Autor das grauenvolle Mühlbacher Kampfgetümmel wirklichkeitsnah untermalen möchte.

## Moralische Botschaft des Romans
Die moralische Botschaft im Roman lautet: Mit einer Lüge kann man nicht weiterleben. Peter Mayr hätte nach dem Scheitern des Tiroler Volksaufstandes den eigenen Kopf in letzter Minute durch eine Falschaussage nach dem Motto ‚Ich habe vom Friedensschluss der Konfliktparteien Österreich und Bayern nach dem Gefecht bei Mühlbach nicht gewusst‘ retten können. Mayr aber gibt seinem Sohn Hans (der einmal gelogen hatte) sowie den Tirolern ein Beispiel durch seine Standhaftigkeit – bleibt bei der Wahrheit und wird dafür von den Franzosen standrechtlich erschossen.

## Rezeption
Pail meint, Roseggers heroisierende Schilderung des Freiheitskampfes der Tiroler gegen Napoleons Truppen wirke naiv und bemerkt: „Der Untertitel Eine Geschichte aus deutscher Heldenzeit mythisiert und nationalisiert noch zusätzlich das  Geschehen.“

### Ausgaben
- Peter Mayr, der Wirt an der Mahr. Eine Geschichte aus deutscher Heldenzeit von Rosegger. L. Staackmann, Leipzig 1906 (archive.org).
- Peter Mayr der Wirt an der Mahr. Eine Geschichte aus deutscher Heldenzeit. L. Staackmann. Leipzig 1914
- Peter Mayr der Wirt an der Mahr. Eine Geschichte aus deutscher Heldenzeit. Verlag tredition, Hamburg 2011, ISBN 978-3-8424-1996-4
- Karl-Maria Guth (Hrsg.): Peter Rosegger: Peter Mayr, der Wirt an der Mahr. Ein Roman aus der Zeit der Tiroler Freiheitskämpfe. Verlag Contumax-Hofenberg, Berlin 2017, ISBN 978-3-7437-0936-2

### Sekundärliteratur
- Gerhard Pail: Peter Rosegger – Ein trivialer Ideologe? S. 61–87 in: Uwe Baur (Hrsg.), Gerald Schöpfer (Hrsg.) und Gerhard Pail (Hrsg.): „Fremd gemacht?“ Der Volksschriftsteller Peter Rosegger. Böhlau, Wien 1988, ISBN 3-205-05091-6